# Karel Kadlec (fotbalista)
Karel Kadlec (* 17. června 1969) je bývalý český fotbalista, útočník.

## Fotbalová kariéra
V lize nastoupil za Spartu Praha. Se Spartou získal v roce 1987 mistrovský titul, i když jako dorostenec zasáhl do jediného utkání.